# SIAI S.58
SIAI S.58 haySavoia-Marchetti S.M.58 là một mẫu thử tàu bay tiêm kích của Ý trong thập niên 1920, do hãng SIAI thiết kế chế tạo.

## Quốc gia sử dụng
- Italy

## Tính năng kỹ chiến thuật (S.58bis)
Dữ liệu lấy từ Green, William, and Gordon Swanborough The Complete Book of Fighters: An Illustrated Encyclopedia of Every Fighter Aircraft Built and Flown, New York: SMITHMARK Publishers, 1994, ISBN 0-8317-3939-8
Đặc điểm tổng quát
- Kíp lái: 1
- Chiều dài: 9.10 m (29 ft 10¼ in)
- Sải cánh: 11.25 m (36 ft 10.8 in)
- Chiều cao: 2.75 m (9 ft 0¼ in)
- Diện tích cánh: 29.10 m2 (313.24 ft2)
- Trọng lượng rỗng: 1,117 kg (2,462 lb)
- Trọng lượng có tải: 1,477 kg (3,256 lb)
- Powerplant: 1 × Fiat A.20 kiểu động cơ piston V12, 313 kW (420 hp) mỗi chiếc

Hiệu suất bay
- Vận tốc cực đại: 267 km/h (166 mph)

Vũ khí trang bị
- 2 × Súng máy Vickers 7,7-mm (0.303-inch)